# جين يون
جين يون هو شخصية أعمال كوري الجنوبي، ولد في 9 سبتمبر 1945 في هواسونغ في كوريا الجنوبية.